# Vittorio Maria Costantini
Vittorio Maria Costantini (Gubbio, 16 gennaio 1906 – Sessa Aurunca, 3 settembre 2003) è stato un vescovo cattolico italiano.

## Biografia
Il 7 luglio 1929 è ordinato sacerdote.
Dal 1954 al 1960 è stato ministro generale dei minori conventuali.
Il 28 maggio 1962 è eletto vescovo di Sessa Aurunca da papa Giovanni XXIII.
Riceve l'ordinazione episcopale l'8 luglio 1962 dal cardinale Carlo Confalonieri (coconsacranti l'arcivescovo Raffaele Mario Radossi e il vescovo Beniamino Ubaldi).
Il 25 ottobre 1982 viene accolta la sua rinuncia all'ufficio pastorale per raggiunti limiti d'età.
Muore il 3 settembre 2003.

## Genealogia episcopale
La genealogia episcopale è:
- Cardinale Scipione Rebiba
- Cardinale Giulio Antonio Santori
- Cardinale Girolamo Bernerio, O.P.
- Arcivescovo Galeazzo Sanvitale
- Cardinale Ludovico Ludovisi
- Cardinale Luigi Caetani
- Cardinale Ulderico Carpegna
- Cardinale Paluzzo Paluzzi Altieri degli Albertoni
- Papa Benedetto XIII
- Papa Benedetto XIV
- Papa Clemente XIII
- Cardinale Marcantonio Colonna
- Cardinale Giacinto Sigismondo Gerdil, B.
- Cardinale Giulio Maria della Somaglia
- Cardinale Carlo Odescalchi, S.I.
- Cardinale Costantino Patrizi Naro
- Cardinale Lucido Maria Parocchi
- Papa Pio X
- Papa Benedetto XV
- Papa Pio XII
- Cardinale Carlo Confalonieri
- Vescovo Vittorio Maria Costantini